# QwaQwa

Flagge QwaQwas

Lage QwaQwas in Südafrika

QwaQwa (Aussprache: ˈǃwɑǃwɑ), zuvor nacheinander Witzieshoek area, KwaKwa, Basotho ba Borwa und Basotho Qwaqwa, war ein Homeland im Osten der ehemaligen südafrikanischen Provinz Oranje-Freistaat. Als Verwaltungssitz des Homelands diente das Township Phuthaditjhaba.

## Name
Der Name QwaQwa stammt aus der Sprache der San und bedeutet weißer als weiß. Er bezieht sich auf die das Land umgebenden Sandsteinberge der Drakensberge.

## Geographie
QwaQwa lag in den Drakensbergen, etwas östlich des nördlichsten Punkts von Lesotho. Es umfasste ein Gebiet von 655 km² und war damit das kleinste Homeland. Im Südwesten grenzte es an Lesotho, im Südosten an die damalige Provinz Natal. Das Gelände liegt etwa 1650 bis 3050 Meter über dem Meeresspiegel. Der Elands River entspringt in den Bergen des früheren QwaQwa.
Außer dem Hauptort gab es keine größeren Ortschaften. Außerhalb von QwaQwa lebten 1989 in Südafrika weitere rund 1.725.000 Basotho.

## Geschichte
Ursprünglich lebten zwei Basothostämme in dem Gebiet, die Bakoena und die Batlokoa.

### Entwicklung unter europäischer Einflussnahme
Der Charakter als Eingeborenenreservat prägte sich nach 1868 heraus, als das benachbarte Basutoland mit Billigung von Moshoeshoe I. zu einer britischen Kronkolonie wurde. Auf Grund der geringen Bevölkerungsdichte gab es nur Schuleinrichtungen der Dutch Reformed Mission (Nederduitse Gereformeerde Sending), die hier nach 1867 tätig war. Der Volksraad, das Parlament der Oranje-Vrijstaat Republiek, gewährte für die Schularbeit der Mission in diesem Gebiet seit 1878 finanzielle Zuschüsse.
In Folge des Native Affairs Act No. 23 von 1920 bildeten sich in manchen Eingeborenenreservaten Lokalräte (local council). Der mit der regionalen Verwaltung beauftragte Personenkreis (board of management) von Witzieshoek entsprach funktionell diesen Lokalräten.

### Strukturwandel in der Agrargesellschaft vonWitzieshoek
In den 1940er Jahren wurde das Bergland von Witzieshoek zum Trinkwassergewinnungsgebiet erklärt. Zur langfristigen Sicherung der Wasserqualität bewegte man die angestammte Bevölkerung zu einem Wechsel ihrer Erwerbsgrundlagen, von der Viehwirtschaft hin zu einer Arbeitsaufnahme in entfernten Bergwerken. Diese Angebote wurden von einer großen Zahl der dort lebenden Menschen angenommen. Die voranschreitende Bodenerosion in Folge intensiver Landnutzung hatte man mit Maßnahmen innerhalb der Betterment-Programme zu heben versucht.
Zwischen 1950 und 1951 ereigneten sich im Witzieshoek area unter der Eingeborenenbevölkerung Unruhen. Als auslösende Faktoren galten weitere Zwangsmaßnahmen zur Reduzierung der Viehhaltung durch Regierungsstellen. Seit der zweiten Hälfte der 1940er Jahre hatte man die Keulung einer großen Zahl von Rindern aus dem Viehbestand der angestammten Bevölkerung durchzusetzen versucht. Diese Anordnungen wurden zunächst ignoriert, da sie die Existenzgrundlage der dort verbliebenen Bevölkerung bedrohten. Der sich steigernde administrative Druck erzeugte Gegenreaktionen, die in einem Aufstand mündeten.
Nach Aussagen des Ministers für Bantu Administration and Development in einer Parlamentssitzung am 27. Februar 1968 sind mehrere Selbstverwaltungsorgane der Eingeborenen durch sein Ministerium gebildet worden, darunter auch zwei Tribal Authorities (Stammesbehörden) mit den Befugnissen von Regional Authorities (Regionalbehörden).

### Territorialbehörde
1969 wurden das Gebiet, das zuvor zum Oranje-Freistaat gehört hatte, von der südafrikanischen Regierung zum Homeland KwaKwa erklärt. Noch im gleichen Jahr wurde der Name in Basotho ba Borwa (deutsch: „Süd-Basotho“) abgeändert, 1972 in Basotho QwaQwa. Es war das einzige Homeland, das für Basotho bestimmt war. Chief Councillor (deutsch etwa: „Oberster Ratsherr“) war Wessels Môta.
Eine gesetzgebende Versammlung (Basotho-Qwaqwa Legislative Assembly)  entstand im Jahr 1971 auf der Grundlage der Proclamation 225 vom 1. Oktober. Sie ersetzte die zuvor administrativ handelnde und 1969 in Witzieshoek etablierte Basotho Ba Borwa Territorial Authority (Territorialbehörde).

### Selbstverwaltungsstatus
Mit der Proclamation 112 vom 25. Oktober 1974 wurde dem Homeland zum 1. November 1974 die Selbstverwaltung übertragen. Es erhielt die Bezeichnung QwaQwa. Die gesetzgebende Versammlung hatte 20 Mitglieder. In der Folge bezog QwaQwa finanzielle Zuwendungen von südafrikanischen Regierungsstellen.
Im Februar 1975 wurde der aus einer Häuptlingsfamilie stammende Tsiame Kenneth Mopeli Chief Minister (etwa: „Oberster Minister“). Er gehörte der Dikwankwetla-Partei an und führte QwaQwa bis 1994. Am 2. Dezember 1987 wurde das Township Botshabelo (Proclamation R169), das rund 330 Kilometer südlich in der Nähe von Bloemfontein liegt und früher Onverwacht hieß, Teil von QwaQwa. Mit seinen etwa 500.000 Einwohnern hatte es dessen Einwohnerzahl annähernd verdoppelt. Tausende seiner Bewohner waren in den zuvor liegenden acht Jahren von „weißen“ Farmen nach Botshabelo zwangsumgesiedelt worden. Die mit den Einwohnern nicht abgestimmte Entscheidung zur Eingliederung in das Homeland verursachte zwischen Februar und Mai 1987 immer wieder aufflackernde Unruhen. Am 18. Februar ereignete sich ein kompletter Schulboykott. Etwa 130 Einwohner wurden am 20. Februar in Vorbeugehaft genommen, weil sie Protestaktionen vorbereitet hatten. Seitens der Betroffenen bestanden die Befürchtungen, dass mit der formellen Abschiebung in ein Homeland ihre individuelle Bewegungsfreiheit, das Recht auf Arbeit in Südafrika und ihre südafrikanische Staatsbürgerschaft verloren gehen könne. Die Minister Gerrit Viljoen und Chris Heunis verneinten die befürchteten Nachteile.

### Wiedereingliederung
Am 27. April 1994 wurde QwaQwa zusammen mit den neun anderen Homelands wieder mit Südafrika vereinigt. Bei den landesweiten Wahlen erhielt die Dikwankwetla-Partei 0,1 Prozent der Stimmen. Heute ist das Gebiet Teil der Gemeinde Maluti-a-Phofung in der Provinz Freistaat.

## Demographie
In QwaQwa lebten mehr als 180.000 Basotho, nach Angliederung Botshabelos rund 288.000.

## Wirtschaft
Die meisten Bewohner trieben Subsistenzlandwirtschaft. Die Gewinnung von Baustoffen, Ziegeleien und die Möbelindustrie spielten eine gewisse wirtschaftliche Rolle. Viele Bewohner hatten Einkünfte aus der Wanderarbeit in anderen Teilen Südafrikas.

## Weiterführende Arbeiten
- Casper Hendrik Badenhorst: Witzieshoek: 'n projek vir staat en kerk. Stellenbosch 1950 (Masterarbeit Universität Stellenbosch).
- G. L. Buys: Die kategetiese onderrig van die Nederduits Gereformeerde Kerk in Afrika, Oranje-Vrystaat, met besondere verwysing na die gemeente van Witsieshoek. Stellenbosch 1973 (Masterarbeit Universität Stellenbosch).
- Hermanus Jacobus Kok: Witzieshoek: ontwikkelingsmoontlikhede van 'n Bantoereservaat. Pretoria 1965 (Masterarbeit Universität Pretoria).
- Isaiah Othniel Henry Mosebetsi Mapena: The Witzieshoek Native Reserve: description of the administration. Pretoria 1970 (Masterarbeit University of South Africa).